# Pablo Hernández de Cos
Pablo Hernández de Cos (ur. 20 stycznia 1971 w Madrycie) – hiszpański ekonomista, prezes Banku Hiszpanii.

## Życiorys
Ukończył ekonomię w Colegio Universitario de Estudios Financieros (CUNEF) w 1993, rok później prawo na Universidad Nacional de Educación a Distancia, oraz doktorat z ekonomii na Uniwersytecie Complutense w Madrycie w 2004. W 1997 zaczął pracę w Banku Hiszpanii jako ekonomista. W latach 2004–2007 był doradcą zarządu Europejskiego Banku Centralnego. 11 czerwca 2018 został mianowany prezesem Banku Hiszpanii.